# Rocky II

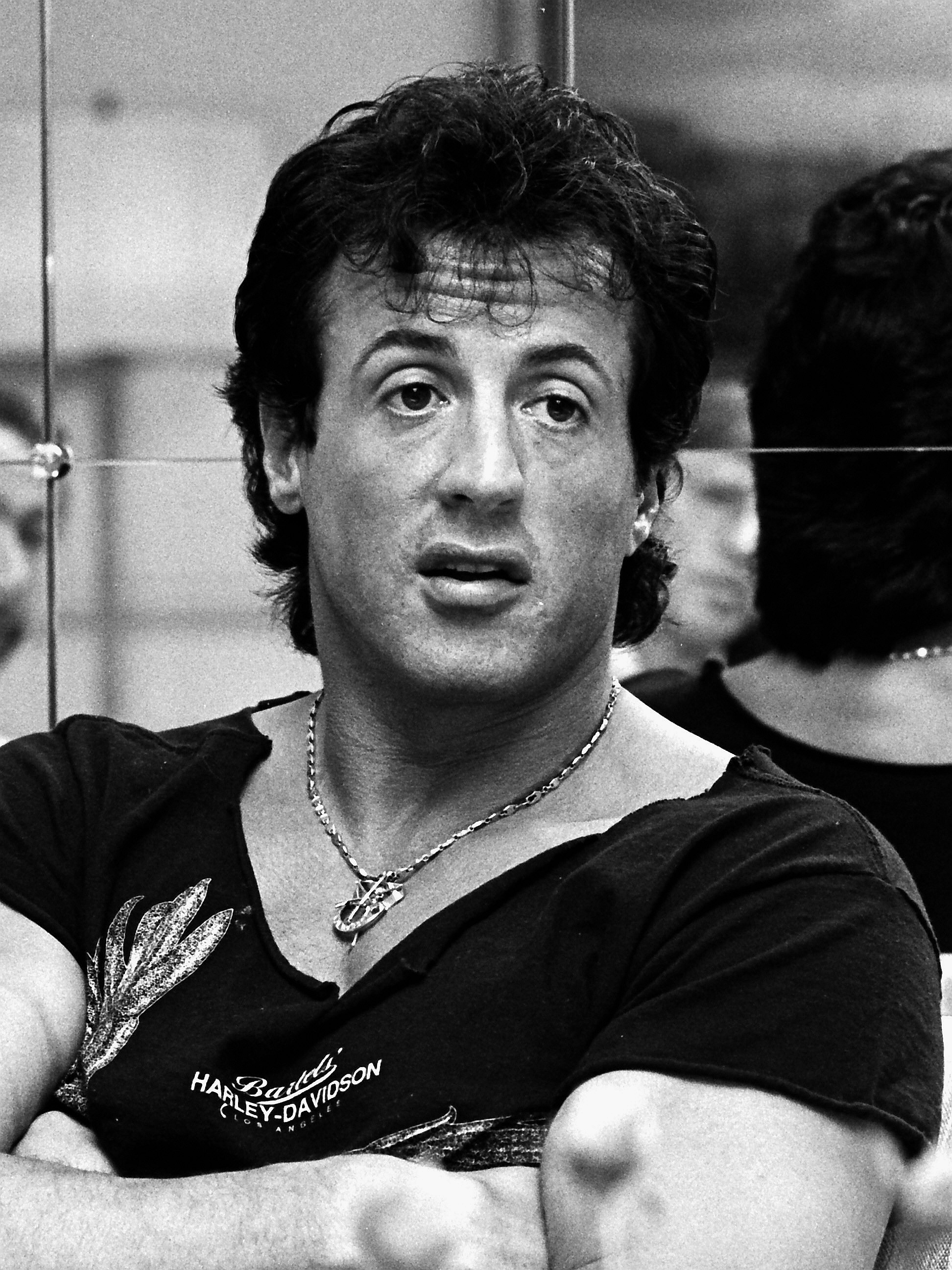
Sylvester Stallone, actor y creador de Rocky.

Rocky II es una película estadounidense de 1979 escrita, dirigida y protagonizada por Sylvester Stallone. Es la secuela de la afamada película Rocky, en la que un desconocido boxeador, Rocky Balboa, tiene la oportunidad de combatir por el título del campeonato del mundo de los pesos pesados. Stallone, Talia Shire, Burt Young, Carl Weathers y Burgess Meredith repiten los mismos papeles que en la película original.

## Argumento
Después de los eventos de la primera película, los dos púgiles son llevados en ambulancia al hospital, y coinciden nuevamente en Urgencias. Apollo está enfadado con Rocky por haber estado a punto de ganarle y reclama otra oportunidad para ganarle de nuevo a Rocky, pero esta vez por KO. Rocky rechaza el combate y le dice que se va a retirar.
La decisión de Rocky de retirarse viene fortalecida cuando los médicos le comunican que a causa de los severos golpes recibidos en su ojo derecho durante el combate, puede perder la vista si decide seguir peleando. Una vez fuera del hospital, Rocky le propone matrimonio a su novia, Adrianne, y se casan en una pequeña ceremonia a la que solo asisten Paulie, Mickey, Gazzo y Gloria (la dueña de la tienda de animales en la que trabajaba Adrianne).
Los Balboa comienzan a beneficiarse de los créditos de la pelea contra Apollo: Rocky se compra su primer coche, un Pontiac Firebird Trans Am negro nuevo y una casa de dos pisos en un barrio mejor, con la seguridad de poder seguir pagándola con las ganancias que obtendrían por explotar su imagen como el Semental Italiano en anuncios de televisión, aunque sus problemas para leer acaban con esta nueva carrera precipitadamente. Para complicar más las cosas, Adrianne queda embarazada. Incapaz de encontrar un buen trabajo por su falta de cultura, Rocky comienza a trabajar en la empacadora de carne donde entrenaba hasta que lo despiden por un recorte de personal. Sin otra mejor opción termina empleado en el gimnasio de Mickey como ayudante de limpieza motivado por su deseo de mantenerse cerca de su pasión: el boxeo. Adrianne decide ayudarlo y vuelve a su antiguo empleo en la tienda de animales.
Los rumores que empiezan a circular en la prensa deportiva acerca de que el combate estaba arreglado en favor de Apollo afectan a este y yendo contra el consejo de su mánager, presiona a Rocky para que acepte la revancha declarando a la prensa que el italiano es un cobarde que no quiere volver a combatir contra él. Las provocaciones de Apollo, la falta de dinero, el próximo nacimiento de su hijo, y su necesidad por hacer lo que le gusta, lo hacen considerar la segunda pelea. A pesar de las reticencias de Adrianne, que teme que Rocky pierda definitivamente la vista, acepta el reto.
Rocky empieza a entrenarse con Mickey, quien le prepara para poder usar su mano derecha, en contra de su habitual estilo zurdo, con la intención de proteger mejor el ojo herido y para emplear la mano derecha en cualquier momento del combate, cosa que descolocaría a Apollo, pero la oposición de Adrianne le impide concentrarse lo cual lo lleva a tener algunos disgustos con Mickey. Paulie discute sobre esto con su hermana y ella, a causa de los nervios, acaba teniendo un parto prematuro.
Cuando el niño nace, Adrianne entra en coma a causa de una hemorragia por exceso de trabajo. Rocky suspende el entrenamiento y se niega a ver a su hijo hasta que Adrianne se recupere. Finalmente ésta sale del coma y le pide a su marido que gane. Nuevamente feliz y confiado, Rocky vuelve a entrenarse y para satisfacción de Mickey, ahora se lo toma en serio, aumentando considerablemente su fuerza y sobre todo (gracias a los entrenamientos en los que Rocky tiene que ser capaz de atrapar a una gallina) ganando rapidez.
El gran momento del entrenamiento vuelve a ser cuando Rocky corre por las calles mientras suena la canción Gonna Fly Now, y al estilo de la primera vez, sube las escaleras del Museo de Arte de Filadelfia; pero esta vez no está solo, ya que cientos de personas, la mayoría niños, lo reconocen, lo alientan e incluso corren con él hasta la cima de la escalinata y lo vitorean, en una emotiva celebración. 
Rocky y Apollo se vuelven a ver las caras en la lona del Philadelphia Spectrum. Apollo quiere noquear rápidamente a Rocky e inicia el combate con una rapidez que descoloca a Rocky, que cae y se da cuenta de la fuerza de Apollo. En el segundo asalto Apollo vuelve a derribar a Rocky, pero este reacciona y golpea como en la primera pelea, aunque Apollo gana el round. Apollo obtiene el 3º, 4º y 5º asalto, pero el sexto es ganado por Rocky. En el séptimo Apollo castiga severamente a Rocky, pero en el octavo Rocky saca fuerza y obtiene el asalto junto con el 9º y 10º, luego Apollo obtiene los otros últimos asaltos. Empieza el decimoquinto y último asalto. El entrenador de Apollo le aconseja que no vaya a intentar noquear a Rocky, ya que sabe que a los puntos Apollo tiene el combate ganado. Pero este no quiere otra victoria cuestionable y se lanza con todo por su rival. Mickey le dice a Rocky que vuelva a usar su mano izquierda, a lo que inicialmente se niega, pero después de recibir unos duros golpes y al grito de Mickey (¡Ahora!), Rocky recula y empieza a soltar la mano izquierda en unos demoledores golpes a la cara de Apollo. El último de estos golpes noquea a Apollo y lo arroja a la lona. Pero el agotamiento de Rocky es tal, que él también cae desplomado. El árbitro empieza la cuenta de diez y ambos púgiles se esfuerzan por ponerse en pie.
Un agotado y maltrecho Apollo acaba desplomándose en una esquina. Rocky, agarrándose a las cuerdas consigue levantarse cuando el árbitro ya iba por nueve. Es el nuevo campeón del mundo. En la entrevista tras el combate Rocky da las gracias a su entrenador Mickey. Luego, levantando el cinturón de campeón, grita su ya mítica frase:
Hey, Adrianne! I did it! (¡Hey, Adrianne, lo logré!)

## Reparto
- Sylvester Stallone: Rocky Balboa
- Talia Shire: Adrianna Pennino
- Burt Young: Paulie Pennino
- Carl Weathers: Apollo Creed
- Burgess Meredith: Mickey Goldmill
- Joe Spinell: Tony Gazzo

## Otros datos
- Rocky II recaudó USD 85 millones de dólares en Estados Unidos.
- Roberto "Mano de Piedra" Durán, uno de los más importantes boxeadores del mundo, tiene una breve participación en la película representando a un pequeño y rápido sparring.
- Stallone se lesionó de gravedad el pectoral izquierdo durante el entrenamiento para la película al realizar el ejercicio de press de banca con excesivo peso, necesitando más de 100 puntos de sutura y un acoplamiento de hueso. Por esta razón, para no paralizar el rodaje, se cambió el guion y se ideó que Rocky luchara la mayor parte de la pelea final con la derecha en vez de con la izquierda lesionada.
- La dieta prescrita a Stallone por su entrenador Franco Columbu para la película fue de grandes cantidades de yogur, otorgándole un cuerpo muy voluminoso pero poco definido, en palabras del propio Stallone (referencia extraída del libro de ejercicios de Stallone "Sly Moves").
- El libro que Rocky le lee a Adrianne es The Deputy Sheriff of Comanche County de Edgar Rice Burroughs, publicado en 1940.
- En una versión del guion se puede leer una escena en la que se muestra el primer encuentro entre Rocky y Mickey, y este llama a Rocky por su verdadero nombre: Robert.

Un Trans Am Firebird fue el coche que compró y usaba Rocky color negro, modelo de 1979.

## Estrenos mundiales
| País                                                                          | Fecha de estreno                  |
| ----------------------------------------------------------------------------- | --------------------------------- |
| Alemania                                                                      | Jueves 28 de febrero de 1980      |
| Argentina                                                                     | Jueves 13 de septiembre de 1979   |
| Australia                                                                     | Jueves 1 de noviembre de 1979     |
| Austria                                                                       | Viernes 29 de febrero de 1980     |
| Bélgica                                                                       | Miércoles 20 de febrero de 1980   |
| Belice · Costa Rica · El Salvador · Guatemala · Honduras · Nicaragua · Panamá | Miércoles 19 de diciembre de 1979 |
| Brasil                                                                        | Martes 25 de diciembre de 1979    |
| Chile                                                                         | Martes 25 de diciembre de 1979    |
| Colombia                                                                      | Martes 25 de diciembre de 1979    |
| Dinamarca                                                                     | Viernes 7 de diciembre de 1979    |
| Ecuador                                                                       | Martes 1 de enero de 1980         |
| Egipto                                                                        | Lunes 18 de mayo de 1981          |
| España                                                                        | Miércoles 5 de diciembre de 1979  |
| Estados Unidos · Canadá                                                       | Viernes 15 de junio de 1979       |
| Filipinas                                                                     | Miércoles 17 de octubre de 1979   |
| Finlandia                                                                     | Viernes 25 de enero de 1980       |
| Francia                                                                       | Miércoles 27 de febrero de 1980   |

| País                 | Fecha de estreno                  |
| -------------------- | --------------------------------- |
| Grecia               | Lunes 17 de diciembre de 1979     |
| Hong Kong            | Jueves 4 de octubre de 1979       |
| Israel               | Viernes 28 de septiembre de 1979  |
| Italia               | Viernes 14 de septiembre de 1979  |
| Jamaica              | Miércoles 9 de julio de 1980      |
| Japón                | Sábado 1 de septiembre de 1979    |
| Líbano               | Lunes 3 de diciembre de 1979      |
| Malasia              | Jueves 17 de enero de 1980        |
| México               | Jueves 20 de diciembre de 1979    |
| Noruega              | Miércoles 26 de diciembre de 1979 |
| Nueva Zelanda        | Viernes 19 de octubre de 1979     |
| Países Bajos         | Jueves 31 de enero de 1980        |
| Perú                 | Martes 25 de diciembre de 1979    |
| Portugal             | Viernes 21 de diciembre de 1979   |
| Puerto Rico          | Jueves 20 de diciembre de 1979    |
| Reino Unido Irlanda  | Jueves 17 de abril de 1980        |
| República Dominicana | Jueves 10 de enero de 1980        |
| Singapur             | Jueves 17 de enero de 1980        |
| Sudáfrica            | Miércoles 29 de agosto de 1979    |
| Suecia               | Viernes 21 de diciembre de 1979   |
| Suiza                | Miércoles 27 de febrero de 1980   |
| Tailandia            | Sábado 16 de agosto de 1980       |
| Taiwán               | Sábado 24 de noviembre de 1979    |
| Uruguay              | Jueves 18 de octubre de 1979      |
| Venezuela            | Miércoles 12 de diciembre de 1979 |